# 蕉城区文物保护单位

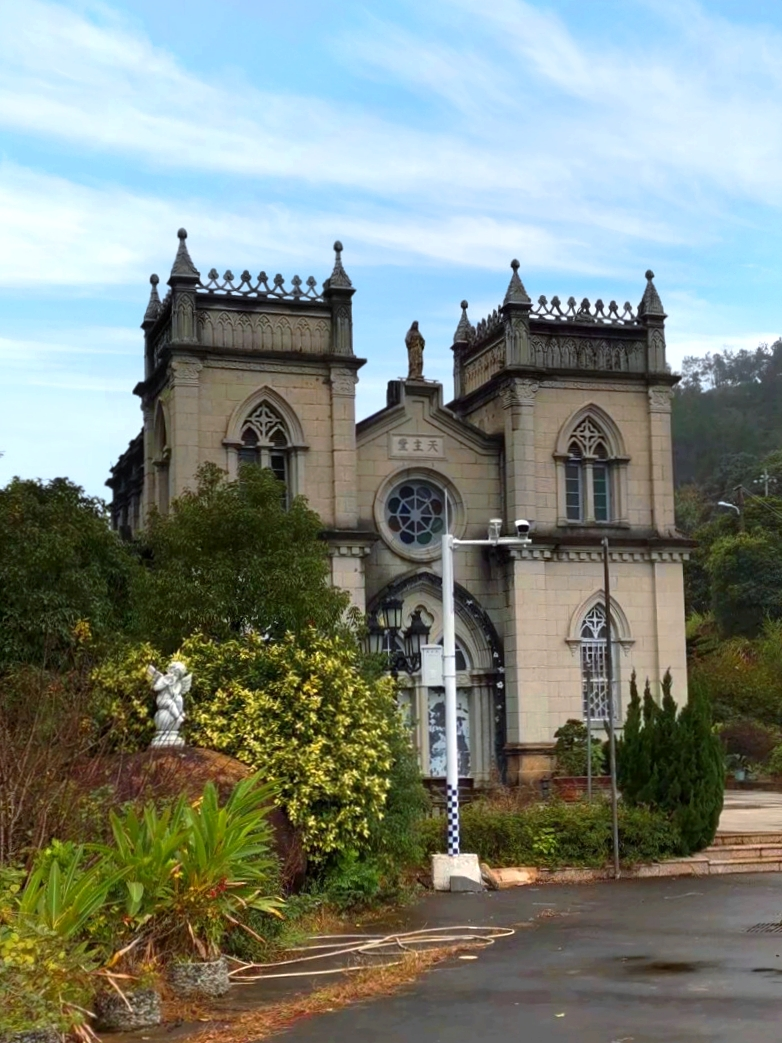
位于三都镇的天主教堂，2003年入选第四批蕉城区文物保护单位，2009年作为三都近代建筑群的一部分升格为第七批福建省文物保护单位。

蕉城区文物保护单位是福建省宁德市蕉城区境内的区（县）级文物保护单位。蕉城区是宁德市第一个市辖区，自公元933年建县以来历经寧德縣、县级宁德市等历史时期，1999年成为地级宁德市的第一个市辖区及行政中心。截至2018年3月，宁德县人民政府（1988年以前）、县级宁德市人民政府（1988年—1999年）以及蕉城区人民政府（2000年至今）先后公布了10批区（县）级文物保护单位，其中已经升入全国重点文物保护单位的有2处，已合并、升格为福建省文物保护单位的有11处，已撤销文物保护单位资格的有2处。

## 历史
自1980年至2018年，宁德县人民政府（1988年以前）、县级宁德市人民政府（1988年—1999年）以及蕉城区人民政府（2000年至今）先后公布了10批区（县）级文物保护单位，首批文物保护单位公布于1980年11月，最新一批文物保护单位（第十批）公布于2018年2月。这些文物保护单位历史年代最早的是新石器时代的山下村遗址，最晚建成的则是1977年建立的蕉城革命烈士纪念碑。
| 批次   | 日期       | 区（县）级文物保护单位数量                     | 参考资料    |
| ------ | ---------- | ---------------------------------------------- | ----------- |
| 第一批 | 1980年11月 | 22处（其中4处后来列为省级，2处后来撤销）       | [ 2 ] [ 3 ] |
| 第二批 | 1992年12月 | 22处（其中1处后来列为国家级，2处后来列为省级） | [ 2 ]       |
| 第三批 | 2000年6月  | 1处（后来列为国家级）                          | [ 4 ]       |
| 第四批 | 2003年12月 | 5处（其中2处后来列为省级）                     | [ 1 ]       |
| 第五批 | 2006年2月  | 5处（其中1处后来列为省级）                     | [ 1 ]       |
| 第六批 | 2011年2月  | 1处（后来列为省级）                            | [ 5 ]       |
| 第七批 | 2013年10月 | 4处                                            | [ 1 ]       |
| 第八批 | 2015年12月 | 2处（其中1处后来列为国家级，1处后来列为省级）  | [ 4 ] [ 6 ] |
| 第九批 | 2016年9月  | 1处                                            | [ 1 ]       |
| 第十批 | 2018年2月  | 1处                                            | [ 1 ]       |

## 统计

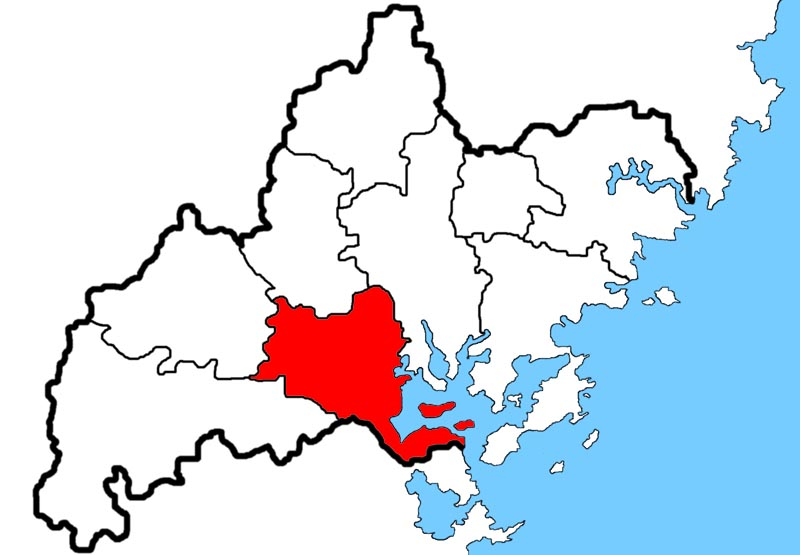
蕉城区在宁德市的地理位置

在蕉城区历次公布的10批、64处文物保护单位中，有3处已合并升格为全国重点文物保护单位，11处已合并升格为福建省文物保护单位，2处已撤销，维持县级保护级别的单位有48处。蕉城区境内拥有最多文物保护单位的乡镇是蕉北街道与霍童镇，境内拥有10处文物保护单位，其中各有7处为区级文物保护单位，亦位居各乡镇区级文物保护单位数目之首。本章节统计蕉城区境内各乡镇曾公布的县级文物保护单位数量，包括升格为国、省级文物保护单位者和已撤销者，统计数据中同时位于多个乡镇的单位（白鹤岭福温古道）只在该文保所在地址写出的首个乡镇计1处，其他乡镇不计。
| 乡级行政单位 | 县级文物保护单位数量 | 县级文物保护单位数量 | 县级文物保护单位数量 | 县级文物保护单位数量 | 县级文物保护单位数量 | 县级文物保护单位数量 | 县级文物保护单位数量 | 县级文物保护单位数量 | 县级文物保护单位数量 | 县级文物保护单位数量 | 县级文物保护单位数量 |
| 乡级行政单位 | 第一批               | 第二批               | 第三批               | 第四批               | 第五批               | 第六批               | 第七批               | 第八批               | 第九批               | 第十批               | 总计                 |
| ------------ | -------------------- | -------------------- | -------------------- | -------------------- | -------------------- | -------------------- | -------------------- | -------------------- | -------------------- | -------------------- | -------------------- |
| 蕉南街道     | 2                    | 2                    | 0                    | 0                    | 0                    | 0                    | 0                    | 0                    | 0                    | 0                    | 4                    |
| 蕉北街道     | 4                    | 3                    | 0                    | 0                    | 0                    | 1                    | 0                    | 1                    | 1                    | 0                    | 10                   |
| 城南镇       | 4                    | 0                    | 0                    | 1                    | 0                    | 0                    | 0                    | 0                    | 0                    | 0                    | 5                    |
| 漳湾镇       | 1                    | 2                    | 0                    | 0                    | 3                    | 0                    | 1                    | 0                    | 0                    | 0                    | 7                    |
| 七都镇       | 1                    | 3                    | 0                    | 0                    | 0                    | 0                    | 1                    | 0                    | 0                    | 0                    | 5                    |
| 八都镇       | 1                    | 0                    | 0                    | 1                    | 0                    | 0                    | 0                    | 0                    | 0                    | 0                    | 2                    |
| 九都镇       | 0                    | 1                    | 0                    | 0                    | 0                    | 0                    | 0                    | 0                    | 0                    | 0                    | 1                    |
| 霍童镇       | 4                    | 4                    | 1                    | 0                    | 0                    | 0                    | 0                    | 0                    | 0                    | 1                    | 10                   |
| 赤溪镇       | 0                    | 1                    | 0                    | 0                    | 0                    | 0                    | 0                    | 0                    | 0                    | 0                    | 1                    |
| 洋中镇       | 0                    | 1                    | 0                    | 0                    | 2                    | 0                    | 0                    | 0                    | 0                    | 0                    | 3                    |
| 飞鸾镇       | 4                    | 1                    | 0                    | 0                    | 0                    | 0                    | 0                    | 0                    | 0                    | 0                    | 5                    |
| 三都镇       | 0                    | 1                    | 0                    | 1                    | 0                    | 0                    | 0                    | 0                    | 0                    | 0                    | 2                    |
| 虎浿镇       | 1                    | 2                    | 0                    | 1                    | 0                    | 0                    | 0                    | 1                    | 0                    | 0                    | 5                    |
| 金涵畲族乡   | 0                    | 1                    | 0                    | 0                    | 0                    | 0                    | 2                    | 0                    | 0                    | 0                    | 3                    |
| 石后乡       | 0                    | 0                    | 0                    | 1                    | 0                    | 0                    | 0                    | 0                    | 0                    | 0                    | 1                    |
| 总计         | 22                   | 22                   | 1                    | 5                    | 5                    | 1                    | 4                    | 2                    | 1                    | 1                    | 64                   |

## 列表
| 图例                         |
| ---------------------------- |
| 已升格为全国重点文物保护单位 |
| 已升格为福建省文物保护单位   |
| 已撤销                       |

| 名称                           | 年代         | 地址 | 类别                       | 简介 |
| ------------------------------ | ------------ | --- | -------------------------- | --- |
|                                |              | |                            | |
| 第一批（宁德县1980年11月公布） |              | |                            | |
| 山下村遗址                     | 新石器时代   | 霍童镇石桥村山下自然村 26°51′34.5″N 119°23′54″E / 26.859583°N 119.39833°E                                                                               | 古遗址                     | 于1958年文物普查时发现，1987年复查，总面积150平方米，发掘出了席纹、黑彩绘条纹的罐、钵等陶片。 |
| 飞鸾古窑址                     | 北宋         | 飞鸾镇飞鸾村石头桥、牛栏岩 26°33′53″N 119°35′40.5″E / 26.56472°N 119.594583°E                                                                           | 古遗址                     | 于1958年文物普查时发现，总面积1000平方米，发掘出了黑釉、青釉的瓷碗制品。 |
| 谏议大夫黄鞠墓                 | 隋代         | 霍童镇石桥村 26°51′10.5″N 119°24′01″E / 26.852917°N 119.40028°E                                                                                         | 古墓葬                     | 墓主黄鞠是隋朝谏议大夫，原籍河南固始，为黄姓在宁德霍童的始祖，原墓丘已不存在，仅余一通高1.47米、宽0.43米的碑记，上刻有楷书“户部黄公之茔，计一亩二角二十步”。黄鞠的墓葬左侧曾是黄鞠女儿的墓葬，现也已不存在。 |
| 黄岳墓                         | 唐代         | 飞鸾镇洋头村 26°33′52.5″N 119°37′49″E / 26.564583°N 119.63028°E                                                                                         | 古墓葬                     | 墓主黄岳是唐末文人，以乡贡入太学，唐朝衰微后，闽王王审知派人请他到福州做官，黄岳拒不从，投栖云潭而死，他的家人也随他赴死，后世朝廷追封他为忠烈王。墓葬的形制已毁，仅余栖云潭畔的“忠烈王仙潭”石碑。 |
| 彭仲修墓                       | 唐代         | 蕉南街道福山街北山 26°40′00.5″N 119°31′42″E / 26.666806°N 119.52833°E                                                                                   | 古墓葬                     | 墓主彭仲修是唐初武探花，后被唐高宗封为武毅大夫。墓葬整体坐北向南，墓丘已毁，现存有墓碑和神道碑。 |
| 林仲麟墓[2005撤]               | 宋代         | 飞鸾镇飞鸾村栖云寺山前 | 古墓葬                     | 是南宋“庆元六君子”之一林仲麟的墓葬，他与其他五人因上书为被罢相的赵汝愚申辩而遭韩侂胄迫害而被贬至五百里外的事迹载入史册，墓葬不知何时已被毁坏，其安葬地于明朝正德十三年被时任宁德知县龚令颖发现，遂为他刻制墓碑、撰写祭文。时至今日，墓葬形制已不复存在，无从考证。经专家论证，蕉城区于2005年宣布撤销其文物保护单位的地位。 |
| 林国渝墓[2005撤]               | 宋代         | 飞鸾镇飞鸾村栖云寺山前公路边 | 古墓葬                     | 是宋朝人林国渝（号拙逸先生）的墓葬，墓葬形制已不复存在，无从考证，仅存的墓道碑上可见“有宋拙”、“国渝林”等字，字径0.2米。经专家论证，蕉城区于2005年宣布撤销其文物保护单位的地位。 |
| 林聪墓[省 8]                   | 明代         | 八都镇上坂村 26°48′40″N 119°32′18″E / 26.81111°N 119.53833°E                                                                                            | 古墓葬                     | 墓主林聪是明朝宁德籍刑部尚书，该墓由明朝于成化二十二年（1487年）敕工部营建赐祭。清朝乾隆十五年（1750年）重修。墓坐东南向西北，平面呈“风”字形，由墓冢、墓碑、石象生、神道、享堂、碑亭、石砌禁墙等组成，占地面积312平方米。墓体石构，尚存石像生三对及墓志铭碑和神道碑各一通，2013年以“上坂尚书墓”的名义入选第八批福建省文物保护单位。 |
| 林陈氏墓                       | 明代         | 七都镇浦源社区 26°45′49″N 119°33′23.5″E / 26.76361°N 119.556528°E                                                                                       | 古墓葬                     | 墓主林陈氏为明朝政治人物，正统己未进士，官至刑部尚书、左都御史林聰的母亲，墓葬占地154平方米，为石构，呈“风”字形，现存龟背形墓丘、亭式墓碑、各形态的石像生等，碑亭已毁。 |
| 佗罗延窟寺                     | 宋代         | 虎浿镇桥头村北 | 古建筑                     | 俗称那罗寺，占地面积约1200平方米，始建于北宋开宝六年（973年），后在火灾中毁坏，元朝至元十六年（1279年）重建，明朝万历三十二年（1604年）重修。 |
| 支提寺[省 2]                   | 清代         | 霍童镇支提山 26°48′50″N 119°23′00″E / 26.81389°N 119.38333°E                                                                                            | 古建筑                     | 又名华藏寺，始建于北宋开宝四年（971年），由吴越王钱俶赐“华严寺”匾额，其后元朝至1980年代建屡次毁坏又重修。占地面积3700多平方米，由山门、天王殿、明堂、东西两廊、伽蓝堂、祖师堂、大雄宝殿等组成，大雄宝殿为重檐歇山顶式木构穿斗式梁架，面阔七间，进深七间，四面回廊高约8米，殿内正中供明神宗御赐的鎏金铜毗卢佛。支提寺还是1934年闽东独立师成立旧址。支提寺于1983年被中华人民共和国国务院列为汉族地区佛教全国重点寺院，1985年10月入选第二批福建省文物保护单位。 |
| 南漈寺                         | 宋代         | 城南镇南漈公园内 26°38′58.5″N 119°30′51″E / 26.649583°N 119.51417°E                                                                                     | 古建筑                     | 得名于寺旁有高百丈的漈泉（瀑布），又名飞泉寺、飞泉梵室、南漈堂，占地面积约1400平方米，始建于清朝乾隆及嘉庆年间，光绪十六年重修，现有弥勒殿、大雄宝殿、观音殿等结构。 |
| 龙湫寺                         | 清代         | 城南镇南漈山石笋下 26°38′48.8″N 119°30′51.7″E / 26.646889°N 119.514361°E                                                                                | 古建筑                     | 占地面积约600平方米，始建于明朝天启二年（1622年），原是当地人黄怀川的读书处，后改为寺庙，并于清朝时期重建。 |
| 南峰庵                         | 明代         | 城南镇南漈山石笋上 26°38′28″N 119°30′41″E / 26.64111°N 119.51139°E                                                                                      | 古建筑                     | 占地面积约400平方米，始建于明朝隆庆元年（1567年），清朝末期重建，现有弥勒殿、大雄宝殿、观音殿等结构。 |
| 天王寺                         | 五代         | 蕉北街道天王岭路 26°40′18.4″N 119°31′35.4″E / 26.671778°N 119.526500°E                                                                                  | 古建筑                     | 占地面积约1700平方米，始建于五代后晋天福七年（942年），清朝乾隆二十四年（1759年）重建，1937年、1987年多次改扩建。现存4根五代时期的原构石柱。 |
| 灵溪寺                         | 宋代         | 蕉北街道聚宝路99号戚继光公园内 26°39′52″N 119°30′33″E / 26.66444°N 119.50917°E                                                                          | 古建筑                     | 占地面积约1800平方米，始建于北宋大观二年（1108年），明朝万历十四年（1586年）重修，清朝康熙四十九年（1710年）重建。蕉城区人民政府将寺附近的留仙洞纳入保护范围。 |
| 广福寺遗址                     | 五代         | 蕉北街道米筛坪村 26°40′14.5″N 119°30′25″E / 26.670694°N 119.50694°E                                                                                     | 古建筑                     | 占地面积约1300平方米，原建筑始建于后梁乾化二年（912年），1984年在原址重建弥勒殿、大雄宝殿、观音堂、斋堂等建筑，现存后梁乾化三年造的石构佛坛。 |
| 恩泽坛碑                       | 明代         | 漳湾镇漳湾街西南 26°42′28.3″N 119°35′24.5″E / 26.707861°N 119.590139°E                                                                                  | 古建筑                     | 高0.87米，宽0.29米，据传是戚继光征讨倭寇途中的斩子之处，原有恩泽坛，现已毁，仅余30平方米的土台，碑刻现已移至漳湾中学内。 |
| 林大尹宁德重城记碑             | 明代         | 城南镇南漈公园 26°39′00.5″N 119°30′49.5″E / 26.650139°N 119.513750°E                                                                                    | 石刻碑记                   | 为辉绿岩材质，高2.15米，立于明朝嘉靖四十三年，是记载抗击倭寇的历史事迹碑刻，碑文为楷书，由林爱民撰写。 |
| 国共和谈旧址[省 7]             | 清代         | 蕉南街道福山路60号 26°39′54″N 119°31′41″E / 26.66500°N 119.52806°E                                                                                      | 革命遗址纪念建筑物         | 原建筑为天后宫，俗称妈祖庙，清朝乾隆二十七年（1762年）始建，咸丰元年（1851年）重建大殿，占地2400多平方米，正殿面阔五间，进深五间，殿内有咸丰元年镂空石龙柱4根，浮雕石凤柱2根。1937年8月，中共闽东特委与福建省政府在此谈判达成停止内战合作抗日的协议。有附属文物碧泉井。偏殿现为蕉城区博物馆所使用。2009年以“宁德天后宫”的名义入选第七批福建省文物保护单位。                                                                                                  |
| 红军北上抗日集中地[省 9]       | 1937年       | 霍童镇桃花溪村 | 革命遗址纪念建筑物         | 原建筑桃坑陈氏祠堂为清末时期建筑，土木结构。桃花溪是闽东独立师成立处、第二次国共合作后的整编处，为中国共产党在闽东革命根据地的重要历史地区之一。2018年，该建筑随桃花溪村内其他中国共产党革命旧址入选第九批福建省文物保护单位。 |
| 蕉城革命烈士纪念碑             | 1977年       | 蕉北街道单石碑社区敬老路13-8号 26°40′18.7″N 119°30′52.8″E / 26.671861°N 119.514667°E                                                                    | 革命遗址纪念建筑物         | 是与蕉城前身宁德县有关的中国共产党革命烈士的遗骸安葬处，1977年动工，1984年建成，1987年、2018年两次扩建，2022年进行提质改造，占地面积7766平方米，由革命烈士纪念碑、烈士墓、烈士英名墙、纪念碑亭、纪念广场和陈展宣传文化长廊等构成，其中烈士纪念碑是县级文物保护单位，由石砌成，高25.8米，占地100平方米。 |
| 第二批（宁德市1992年12月公布） |              | |                            | |
| 弥陀寺遗址                     | 唐代         | 洋中镇利洋村院坪自然村 26°40′39″N 119°22′32″E / 26.67750°N 119.37556°E                                                                                  | 古遗址                     | 占地面积约270平方米，原建筑始建于唐朝天祐元年（904年），1940年代在原址重建。现存唐代的须弥座、梅花形石柱和覆盆莲花石柱础等。 |
| 宫后垄古寺遗址                 | 宋代         | 霍童镇小石村西800米 26°52′03″N 119°22′57.5″E / 26.86750°N 119.382639°E                                                                                  | 古遗址                     | 占地面积约100平方米，原建筑始建于北宋元丰四年（1081年），现存当时的石质须弥座和瓜楞石柱等。 |
| 扶摇窑址                       | 元明         | 九都镇扶摇村 26°48′13″N 119°27′21″E / 26.80361°N 119.45583°E                                                                                            | 古遗址                     | 发现于1985年，总面积约3000平方米，瓷片堆积层达1—1.5米，有垫饼、支圈、匣钵和碗片等，为青瓷材质。 |
| 文庙遗址                       | 清代         | 蕉南街道学前路蕉城区第一中心小学内 26°39′48″N 119°31′25″E / 26.66333°N 119.52361°E                                                                      | 古遗址                     | 始建于宋朝，自建成至清朝年间五次毁坏，又多次重建重修，历史上的建筑规模一度达到4000多平方米。中华人民共和国时期，主体建筑大成殿焚毁于文化大革命，仅有362平方米，现位于蕉南街道学前路蕉城区第一中心小学校内的明伦堂建筑留存至今。 |
| 林国仁墓                       | 宋代         | 飞鸾镇飞鸾村下苏自然村 26°34′02″N 119°36′06″E / 26.56722°N 119.60167°E                                                                                  | 古墓葬                     | 又名郡马墓，占地面积约200平方米，坐东向西，墓丘是由石构建的，平面呈风字形，后护墙上有一通高0.55米、宽0.25米的碑刻，根据碑刻字样来看，墓主林国仁是宋朝时期的尚书。 |
| 黃禮鉁墓                       | 清代         | 虎浿镇文峰村东北 26°48′11″N 119°14′30.5″E / 26.80306°N 119.241806°E                                                                                     | 古墓葬                     | 占地面积176平方米，坐西北向东南，墓丘由三合土构建，平面呈风字形，墓坪上有一对石狮。墓主为黃禮鉁，是道光十三年（1833年）武举人，曾任台湾水师协副将，在平叛中战死台湾。 |
| 同圣寺佛塔                     | 五代         | 七都镇马坂村利埔自然村 26°46′05″N 119°31′10″E / 26.76806°N 119.51944°E                                                                                  | 古建筑                     | 是一座九层八角楼式实心的石塔，始建于后晋天福七年（942年），高7米，须弥座边长2.06米，塔身雕刻各式佛像，塔顶有宝瓶塔刹。 |
| 朝天桥                         | 宋代         | 蕉北街道北大路 26°39′52.5″N 119°31′30.5″E / 26.664583°N 119.525139°E                                                                                    | 古建筑                     | 始建于北宋元丰年间，是一座南北走向的单孔石拱桥，长8米，宽6米，孔跨度7.8米，矢高3.8米。 |
| 绣花楼                         | 明代         | 蕉南街道中南路马厝里 26°39′51″N 119°31′26.5″E / 26.66417°N 119.524028°E                                                                                 | 古建筑                     | 始建于明朝万历年间，占地面积345平方米，木构楼阁式硬山顶，高8.8米，整体建筑曾是明代官员马臣书的住宅，有门廊、前庭、厅堂、后庭、绣花楼等结构。 |
| 陈惧斋祠[省 9]                 | 清代         | 虎浿镇文峰村 | 古建筑                     | 主祀出身于文峰村的理学名家陈普，号惧斋。祠堂最早为仁丰寺，始建年代已无考，陈普将该寺辟为书院，在此讲授理学。明朝嘉靖十四年（1535年），宁德县令叶稠将仁丰书院修建为祀奉陈普的祠堂，明清两代多次重修，现存建筑为清代建筑风格，占地面积292.6平方米，单进合院式，门额上书写“陈惧斋先生祠”六字，厅堂单檐悬山顶，面阔五间。2018年成为文峰古建筑群的一部分而入选福建省文物保护单位。                                                                                |
| 太尉宫                         | 清代         | 漳湾镇兰田村 26°40′39″N 119°33′33.5″E / 26.67750°N 119.559306°E                                                                                         | 古建筑                     | 占地面积736平方米，始建于清朝康熙三十五年（1696年），嘉庆九年（1804年）重修，整体建筑有戏台（光绪十一年，即1885年时增建）、中亭和大殿等结构，大殿为抬梁穿斗式木构悬山顶，高约7米。 |
| 霍童文昌阁                     | 清代         | 霍童镇街尾 26°51′02″N 119°25′18″E / 26.85056°N 119.42167°E                                                                                              | 古建筑                     | 始建于清朝康熙三十七年（1698年），先后于乾隆二十年(1755年)、嘉庆二十二年(1817年)和1986年三次重修，占地面积约700平方米。 |
| 吴氏木牌楼                     | 清代         | 赤溪镇桃源村 26°54′36″N 119°28′12″E / 26.91000°N 119.47000°E                                                                                            | 古建筑                     | 又名吴氏贞节牌坊，占地面积30平方米，始建于清朝嘉庆二十二年（1817年），木构重檐歇山顶，高9米，面阔三间，进深两间。 |
| 少保祠                         | 清代         | 七都镇浦源社区 26°45′57″N 119°32′47″E / 26.76583°N 119.54639°E                                                                                          | 古建筑                     | 主祀明朝刑部尚书林聪，占地面积458平方米，始建于明朝万历年间，清朝乾隆年间重建，正厅为穿斗式木构硬山顶，有门楼、正厅和后厅等结构。 |
| 戚公祠                         | 清代         | 漳湾镇街头 26°42′39″N 119°35′27″E / 26.71083°N 119.59083°E                                                                                              | 古建筑                     | 主祀明朝抗倭名将戚继光，占地面积208平方米，始建于明朝，穿斗式木构悬山顶，面阔三间，进深两间。 |
| 冠英坊                         | 清代         | 七都镇七都街 26°45′56.5″N 119°32′48″E / 26.765694°N 119.54667°E                                                                                         | 古建筑                     | 是为纪念明朝刑部尚书林聪及其侄子林文迪而立，占地面积30平方米，始建于明朝景泰三年（1452年），清朝乾隆五年（1740年）重建，1990年重修，为石构歇山顶，高5米，面阔4米，1间3楼。 |
| 霍童洞天石                     | 唐代         | 霍童镇霍童街 26°50′32″N 119°25′08″E / 26.84222°N 119.41889°E                                                                                            | 石刻碑记                   | 上刻有“霍童洞天”四字篆书，始刻制于唐朝天宝年间，现存残石高1.1米，厚0.3米，篆书旁刻隶书“天宝敕封。该石碑原存于宏街宫，后移至文昌阁存放。 |
| 白鹤岭摩崖石刻[国 8][省 9]     | 明代—清代    | 蕉北街道继光社区 | 石刻碑记                   | 是白鹤岭福温古道上明清文人所留存的题刻，主要有4段，包括明朝万历年间宁德知县高愈题写的“海鹤雄关”，分巡道徐用检题写的“海阔天空”，李官题写的一首五言诗和清朝知县汪大润题写的“俯视一切”，2018年作为古道的一部分入选福建省文物保护单位，翌年入选全国重点文物保护单位。 |
| 霍童暴动旧址                   | 1933年       | 霍童镇宏街宫 26°51′06″N 119°25′08″E / 26.85167°N 119.41889°E                                                                                            | 革命遗址纪念建筑物         | 是叶飞、颜阿兰等中国共产党闽东早期领导人于1933年5月28日发动霍童暴动的场所，该暴动也是中共在宁德县历史上第一次发动的暴动，而暴动发生地宏街宫是霍童民团所在地，占地面积400平方米，始建于清朝，穿斗式木构歇山顶，面阔五间，进深四间。 |
| 新四军六团留守处旧址           | 1933年       | 蕉北街道林氏宗祠 26°40′38″N 119°31′57″E / 26.67722°N 119.53250°E                                                                                        | 革命遗址纪念建筑物         | 1937年，中共闽东特委在与福建省政府谈判后宣布结束与国民政府的游击战，并将其麾下的闽东独立师改编为新四军第三支队第六团。1938年3月2日，新四军六团在宁德县林氏宗祠设立留守处。林氏宗祠建筑占地面积300平方米，始建于民国14年（1925年），穿斗式木构硬山顶，高7.5米，面阔三间，进深三间。 |
| 林蔚文墓                       | 1932年       | 金涵畲族乡坑里村 26°40′44″N 119°31′23″E / 26.67889°N 119.52306°E                                                                                        | 革命遗址纪念建筑物         | 占地面积795平方米，坐东南向西北，墓丘由土石构建，平面呈风字形，高9.6米，左侧有一石质墓亭，高3.8米，宽2.52米，深1.8米，另有高2.93米、宽2.87米的墓志亭。墓主为林振翰，字蔚文，是中国最早引进世界语的学者，1913年任众议院秘书，1914年后任四川盐运使等。 |
| 福海关税务司旧址[省 7]         | 清代—民国    | 三都镇松岐村孙厝里 26°38′24″N 119°40′15″E / 26.64000°N 119.67083°E                                                                                      | 近现代重要史迹及代表性建筑 | 设立于清朝光绪二十五年（1899年），民国24年福海关并入闽海关后改设为闽海关税务司，中华人民共和国成立后废止。旧址占地600平方米，砖木、混凝土结构，共两层，高15米，宽20米，深30米，正方脊顶，门窗为拱形。2009年作为三都古建筑群的一部分入选福建省文物保护单位。 |
| 第三批（蕉城区2000年6月公布）  |              | |                            | |
| 霍童涵洞[国 8][省 5]           | 隋代—今      | 霍童镇石桥村、湖头村（龙腰渠） 26°51′14″N 119°23′50″E / 26.85389°N 119.39722°E 霍童镇枇杷洞村（琵琶洞） 26°51′36″N 119°24′29″E / 26.86000°N 119.40806°E | 其他                       | 始修于隋朝皇泰元年（618年），由前諫議大夫黄鞠主持修建，包含霍童溪左岸的琵琶洞和右岸的龙腰渠两个水利工程，灌溉了数万亩当地农田，现今仍在使用。2001年入选第五批福建省文物保护单位，2019年升格为第八批全国重点文物保护单位。 |
| 第四批（蕉城区2003年12月公布） |              | |                            | |
| 沉字桥[省 9]                   | 宋代         | 虎浿镇梅鹤村 | 古建筑                     | 又名花桥、登龙桥，始建于北宋崇宁五年（1106年），桥体历朝历经多次修缮。清乾隆三十四年（1769年）廊屋坍塌，乾隆四十年（1775年，一说为乾隆四十三年）重修，民国二十五年（1936年）亦有重修，由花崗岩砌成，南北横贯黛溪，全长36米，宽3.5米，有2个桥墩、3个孔洞，廊屋为抬梁穿斗式混合构架双坡顶，高5米，有9个开间、48根桥柱，中间则是歇山顶桥亭，2015年随梅鹤古建筑群合并入选蕉城区第八批文物保护单位，2018年随梅鹤古建筑群升格为福建省文物保护单位。                |
| 安仁寺                         | 清代         | 石后乡光荣村 26°42′52″N 119°25′37.5″E / 26.71444°N 119.427083°E                                                                                         | 古建筑                     | 占地面积900平方米，始建于唐代大中元年（847年），宋元年间3次修缮，大雄宝殿为清朝康熙四年（1695年）重建，山门为乾隆二十年（1755年）重建。大雄宝殿为抬梁穿斗式木构架，重檐歇山顶，面阔5间、进深6间。 |
| 报恩寺塔                       | 清代         | 城南镇古溪村西南1.5公里报恩寺内 26°38′10″N 119°32′07.5″E / 26.63611°N 119.535417°E                                                                      | 古建筑                     | 始建于宋代，为八角楼阁式实心石塔，通高2.8米，基座边长0.17米。石塔所在的报恩寺始建于唐代咸通元年（860年），现存建筑为清代建筑，占地面积41580平方米。 |
| 岚翠桥                         | 清代         | 八都镇闽坑村 26°50′57″N 119°32′33.5″E / 26.84917°N 119.542639°E                                                                                         | 古建筑                     | 是南北走向的单孔石拱木廊桥，始建于清朝乾隆年间，光绪六年（1880年）重建。桥长19.5米，宽4.9米，矢高14.5米，桥屋高4.5米，7开间、32根桥柱，穿斗式木构架，重檐歇山顶。 |
| 三都澳天主教堂[省 7]           | 1933年       | 三都镇松岐村 | 近现代重要史迹及代表性建筑 | 是一座15世纪文艺复兴时期西班牙建筑风格的天主教教堂，建造于民国22年（1933年），建筑面积600余平方米，占地350平方米，木石、钢筋混凝土混合结构。大门正上方有十字架和“天主堂”门额，大门旁是钟楼，共三层，高15米，面阔、进深均为3间，屋架为人字形，中层门窗有小梅花图案的装饰。2009年作为三都古建筑群的一部分入选福建省文物保护单位。 |
| 第五批（蕉城区2006年2月公布）  |              | |                            | |
| 东山柳州祠[省 9]               | 清代         | 洋中镇东山村村内 26°42′27″N 119°22′46″E / 26.70750°N 119.37944°E                                                                                        | 古建筑                     | 又称忠节大夫祠，始建于南宋，清朝康熙二十年（1681年）重建，乾隆三十六年（1771年）重修，光绪十三年（1887年）建戏台。坐东朝西，占地面积788平方米，由门楼、前天井及两侧廊庑、下厅、后天井、上厅和祠右侧的戏台等组成。下厅硬山顶，穿斗式木构架，面阔五门，进深七间，两侧几字形封火山墙。该祠是2006年2月公布的第五批蕉城区文物保护单位。 |
| 圣母宫                         | 清乾隆       | 洋中镇东山村村头400米处 26°42′13″N 119°22′47″E / 26.70361°N 119.37972°E                                                                                 | 古建筑                     | 占地面积408平方米，始建于明朝，清朝乾隆二十年（1755年）农历七月重建，山门为乾隆二十年（1755年）重建。建筑由门楼、天井、正殿组成，正殿为抬梁穿斗式木构架，单檐歇山顶，面阔5间。 |
| 林氏祖厅                       | 明代、清代   | 漳湾镇南埕村南林街北马势3号 26°41′46″N 119°35′25″E / 26.69611°N 119.59028°E                                                                             | 古建筑                     | 占地面积721平方米，始建于宋朝，明朝重建，清朝康熙三十年（1691年）重修，抬梁穿斗式砖木构硬山顶，大厅面阔五间，进深九间。 |
| 陈氏祖厅                       | 清代         | 漳湾镇仓西村西岐自然村 26°44′09.5″N 119°34′18″E / 26.735972°N 119.57167°E                                                                               | 古建筑                     | 占地面积1223平方米，始建于明朝成化年间，现存建筑为清代风格，抬梁穿斗式砖木构硬山顶，大厅面阔三间，进深七柱，四周围以封火墙，地面为三合土铺就。 |
| 郑长璋烈士墓                   | 民国（1928） | 漳湾镇下凡村小塘自然村东南300米 26°40′33″N 119°35′01″E / 26.67583°N 119.58361°E                                                                         | 近现代重要史迹及代表性建筑 | 占地面积275平方米，平面呈凤字形，坐东向西，始建于民国17年（1928年），墓主郑长璋是中共地下党员，曾任中国国民党宁德县党部筹备处主任委员，1927年在福州被国民党政府逮捕，枪决于鸡角弄。墓葬现保存完好，1982年宁德县人民政府在墓右侧立有“郑长璋烈士之墓”纪念碑，另立有一条长67米的水泥墓道。2021年，蕉城区人民政府计划将郑长璋墓搬迁至城南镇南漈山公园中。现今，郑长璋的后人和蕉城区当地的志愿者会对墓葬进行定期清扫。                                            |
| 第六批（蕉城区2011年2月公布）  |              | |                            | |
| 蔡威故居[省 7]                 | 清代         | 蕉北街道前林路 26°39′58″N 119°31′24″E / 26.66611°N 119.52333°E                                                                                          | 古建筑                     | 是宁德一蔡姓氏族的住宅，因中国共产党烈士蔡威而较为著名。建筑建于道光年间，整体占地面积1190平方米，正堂面阔六间，进深四间，梁木雕琢内容丰富多彩；家庙现存宗祠大门、文武门、池塘拱桥（半月池）、仪门、回廊等。2008年建成了蔡威事迹展览陈列馆供游客参观，2009年以“蕉城蔡氏民居及家庙”的名义成为福建省文物保护单位。 |
| 第七批（蕉城区2013年10月公布） |              | |                            | |
| 前林大厅                       | 清代         | 七都镇大厅村坊下坪 26°45′56″N 119°32′47″E / 26.76556°N 119.54639°E                                                                                      | 古建筑                     | 始建于明朝成化年间，清朝重建，民国19年（1930年）重修，占地面积2415平方米。 |
| 小塘蔡氏墓群                   | 清代         | 漳湾镇下凡村小塘自然村 26°40′46″N 119°34′45″E / 26.67944°N 119.57917°E                                                                                  | 古墓葬                     | 由蔡志谅墓、蔡万源墓和蔡光均墓组成，建于清朝年间，皆由花岗岩、三合土构筑，平面均呈风字形。 |
| 蔡廷墓                         | 清代         | 金涵畲族乡上金贝村 26°41′42″N 119°30′56.5″E / 26.69500°N 119.515694°E                                                                                   | 古墓葬                     | 墓主蔡廷是清朝太学生，貤贈通奉大夫，墓葬建于清朝乾隆二十四年（1759年），同治四年（1865年）重修，坐西北向东南，由三合土、花崗岩构筑，平面呈凤字形，占地面积569.95平方米。 |
| 蔡明祖墓                       | 清代         | 金涵畲族乡上琼堂村 26°41′37″N 119°30′46″E / 26.69361°N 119.51278°E                                                                                      | 古墓葬                     | 墓主蔡明祖是清朝盐业当铺商人，道光年间被委任为福宁府盐务，墓葬建于清朝道光二十五年（1845年），坐东北向西南，由三合土、青石构筑，平面呈凤字形，占地面积200.72平方米。 |
| 第八批（蕉城区2015年12月公布） |              | |                            | |
| 白鹤岭福温古道[国 8][省 9]     | 南宋—清代    | 蕉北街道继光社区、蕉南街道中南社区、城南镇岭头村和湾亭村 26°39′09″N 119°30′54″E / 26.65250°N 119.51500°E                                                | 古建筑                     | 始于南宋宝庆年间由时任主簿丁大全主修，由石磴铺就，蕉城境内现存四段，全长近10公里，宽1.5—2.5米不等，通往罗源县，是福州—温州之间的重要古官道，官道沿途留存诸多人文景观。2018年与第二批县级文物保护单位白鹤岭摩崖石刻一并入选第九批福建省文物保护单位，翌年入选全国重点文物保护单位。 |
| 梅鹤古建筑群[省 9]             | 宋代—民国    | 虎浿镇梅鹤村 26°47′53″N 119°14′09″E / 26.79806°N 119.23583°E                                                                                            | 古建筑                     | 包括三座桥（九跳桥、沉字桥、柳墘桥），一个门（石阙门），三处宫庙（车山宫、东岳宫、林公宫），一处明代民居（十年厅），五处清代民居（方厝里、林居琫厝、林居清厝、林杜行厝、林赞帮厝），一处民国建筑（后为知青点）等14处建筑，其中沉字桥于2003年入选了蕉城区第四批文物保护单位。2018年整体入选福建省文物保护单位。 |
| 第九批（蕉城区2016年9月公布）  |              | |                            | |
| 崔世召墓                       | 明代         | 蕉北街道西门外 26°41′01.5″N 119°30′59″E / 26.683750°N 119.51639°E                                                                                       | 古墓葬                     | 为石构墓葬，始建于明朝崇祯年间，占地面积150平方米，平面呈风字形，墓主崔世召是明朝万历三十七年（1609年）举人，曾任广东连州知州。 |
| 第十批（蕉城区2018年2月公布）  |              | |                            | |
| 黄鞠故居                       | 清代         | 霍童镇石桥村 26°51′27.5″N 119°24′22.6″E / 26.857639°N 119.406278°E                                                                                      | 古建筑                     | 占地面积约3844平方米，始建于唐朝开元十二年，清朝顺治十三年（1656年）、光绪五年（1880年）两次重修，1999年有修缮，有门楼、姑婆宫、黄鞠祠堂等结构，故居建筑坐北朝南，前后二进、五开间，门楼为重檐歇山顶。 |

## 图集
蕉城区文物保护单位图集

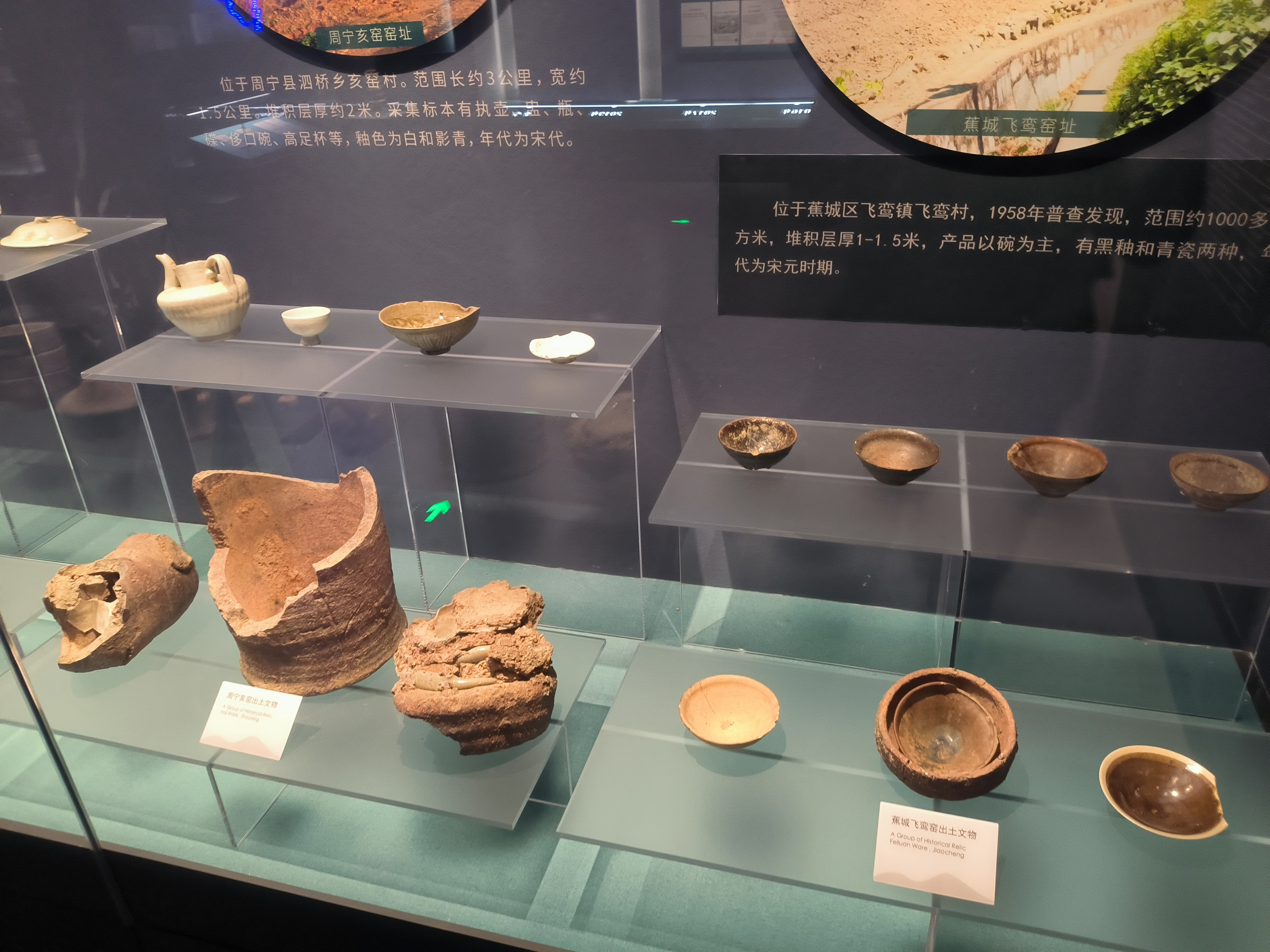
出土于飞鸾镇飞鸾瓷窑址的文物。
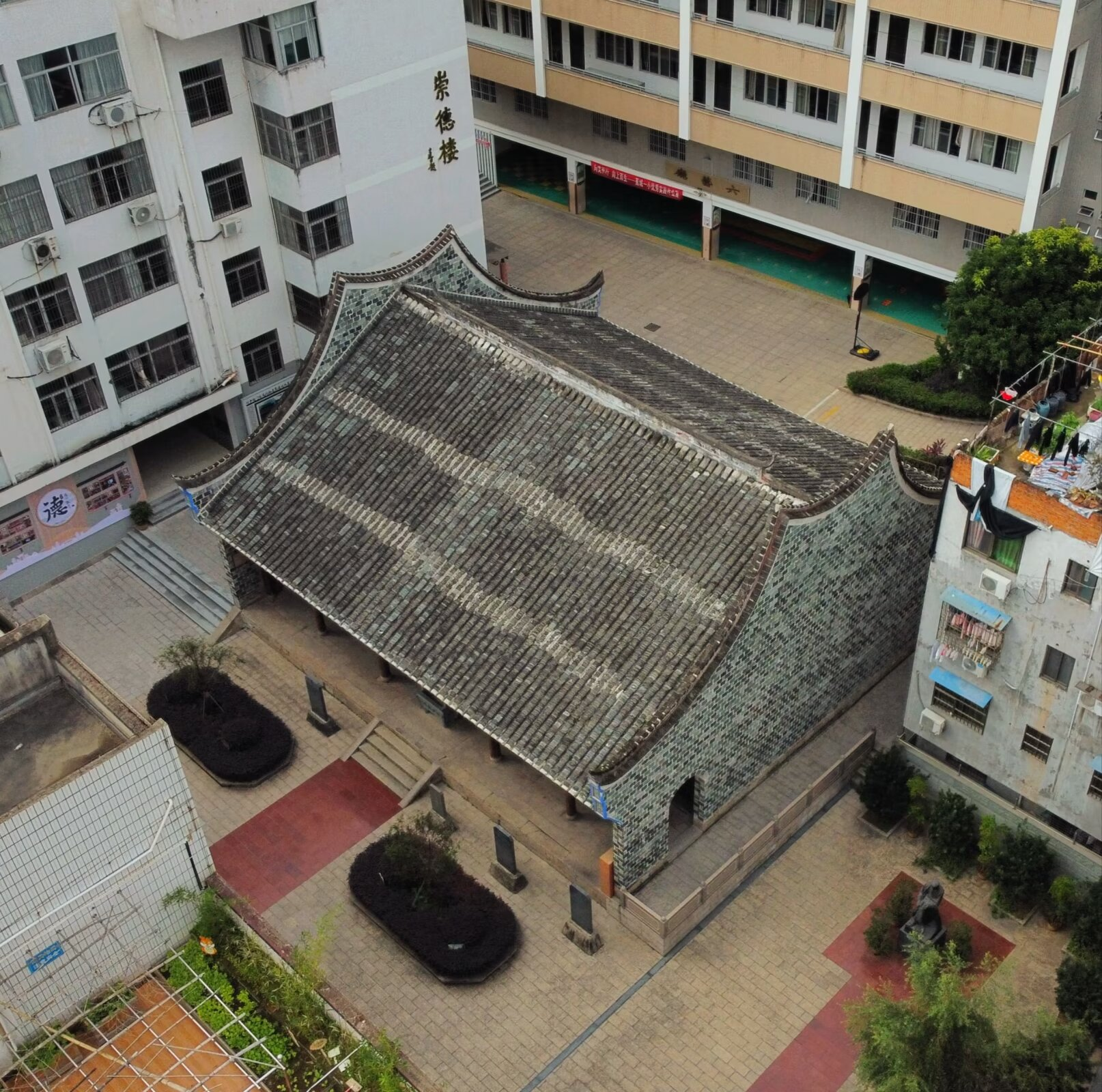
位于蕉南街道的文庙遗址。
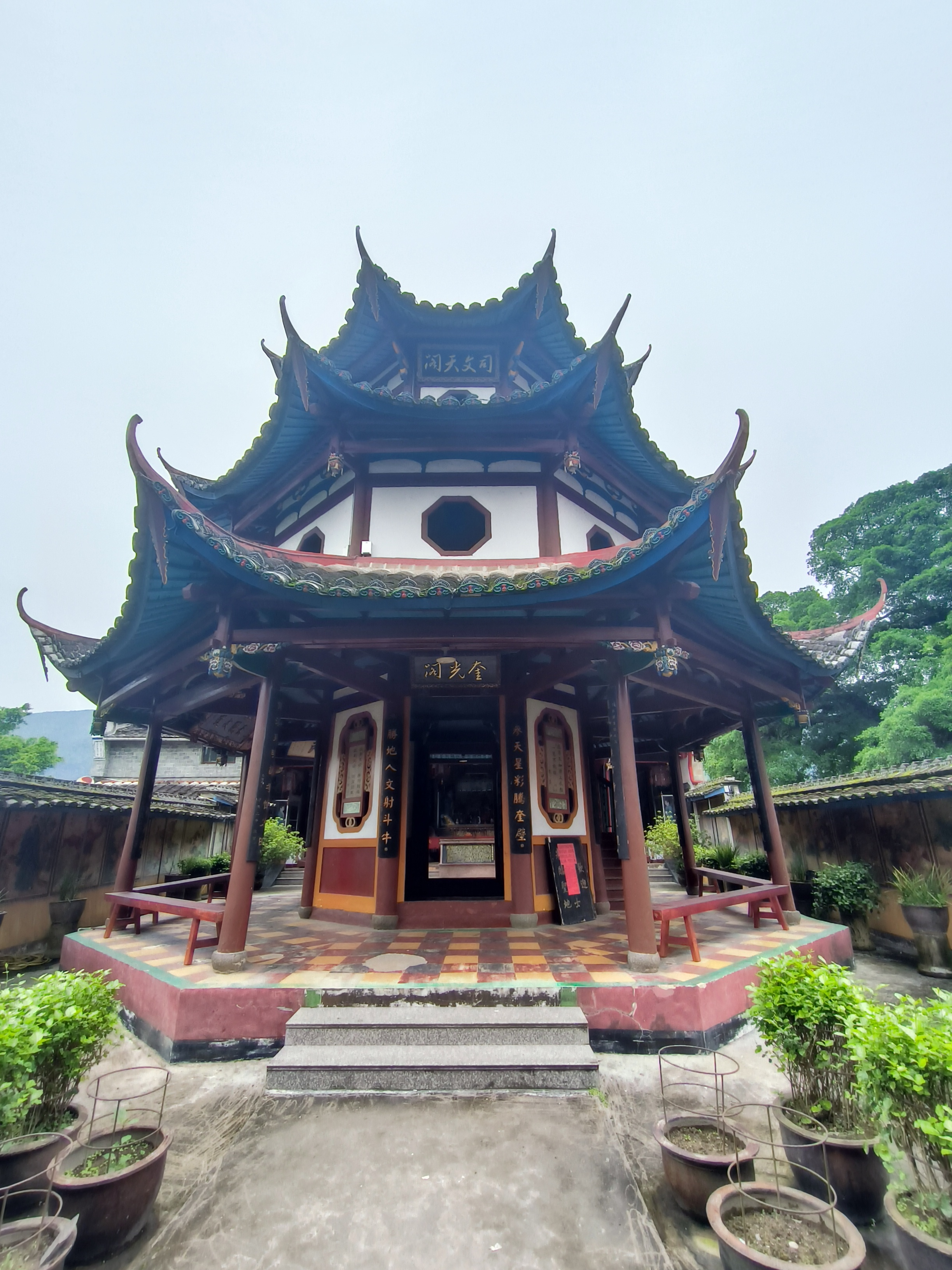
位于霍童镇的霍童文昌阁。
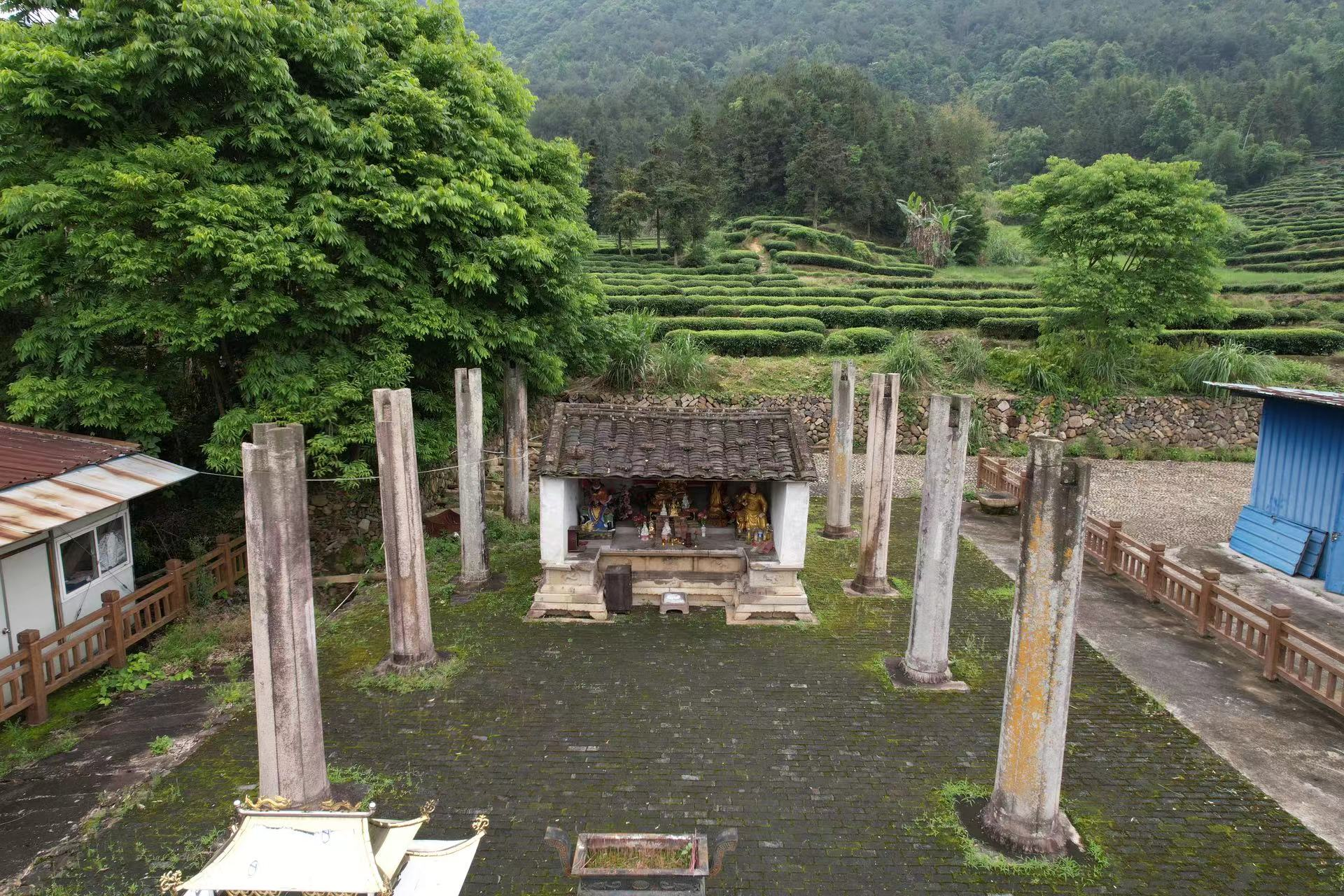
位于霍童镇的宫后垄古寺遗址。
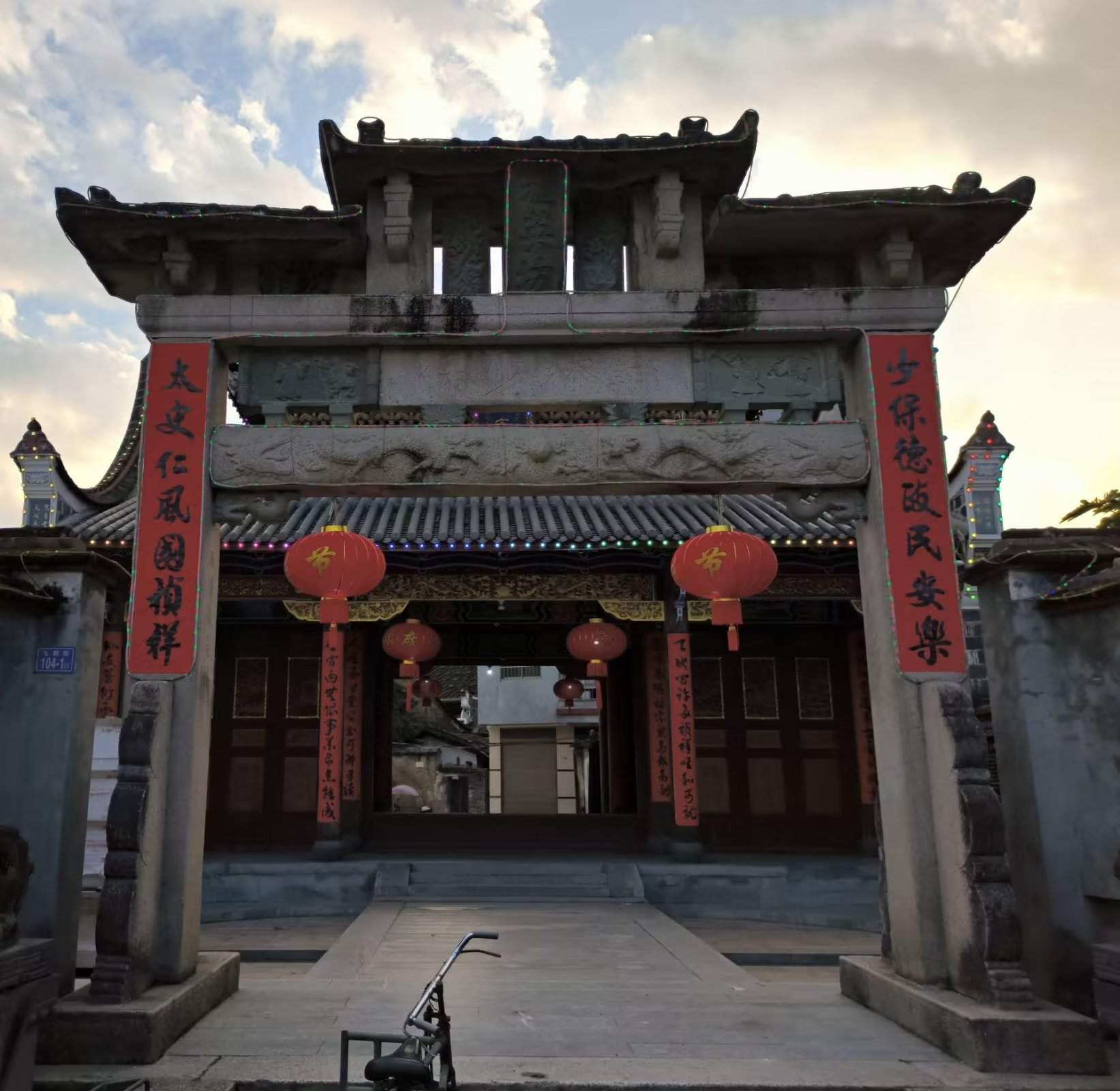
位于七都镇的冠英坊。